# Thai Dai Van Nguyen
Thai Dai Van Nguyen (Praga, 12 dicembre 2001) è uno scacchista ceco di origine vietnamita. Grande Maestro.
Nel 2018 è stato il più giovane giocatore di nazionalità ceca a diventare Grande Maestro, a soli 16 anni. Nel 2019 è stato Campione europeo giovanile U18.
Da febbraio del 2021 è nei primi cinque del ranking nazionale ceco.

## Biografia
Nguyen nasce in Repubblica Ceca da padre vietnamita, che gli insegna gli scacchi all'età di 8 anni. Dal 2011 vince tre tornei giovanili di livello nazionale (U10 nel 2011, U12 nel 2012 e nel 2013). Nel 2016 ottiene il titolo di Maestro Internazionale, nel 2018 quello di Grande Maestro.

## Carriera
Nel 2017 ha vinto per due volte il First Saturday, torneo a cadenza mensile di Budapest.
Nell'agosto del 2019 ha vinto a Bratislava il Campionato europeo giovanile nella categoria Under 18 ottenendo 7,5 punti su 9.
Nel settembre 2024 vince la medaglia d'Oro in terza scacchiera alle  Olimpiadi di Budapest
Nel febbraio 2025 vince la sezione Challengers del Torneo di scacchi di Wijk aan Zee superando agli spareggi tecnici Aydin Suleymanli.

### Squadre
Con la nazionale ceca ha disputato quattro Mitropa Cup dal 2014, ottenendo un secondo posto nel 2019 e un terzo posto nel 2021.
Con i club ha disputato due campionati in Extraliga. Nel 2018-2019 con la Siesta Solution Unichess, nel 2019-2020 con la Novoborsky SK di Nový Bor. Dal 2019 gioca in Bundesliga con la SV Mülheim Nord., club di Mülheim an der Ruhr.

## Statistiche
Ha raggiunto il suo record personale di punteggio FIDE nel dicembre 2024, con 2673 punti Elo, 53º al mondo e primo tra i giocatori della Repubblica Ceca .